# Xietan, Fujian
Xietan (kinesiska: 斜滩) är en köping i sydöstra Kina. Den ligger i Shouning härad i staden Ningde i provinsen Fujian, omkring 140 kilometer norr om provinshuvudstaden Fuzhou. Antalet invånare är 15 568. Befolkningen består av 7 258 kvinnor och 8 310 män. Barn under 15 år utgör 16,0 %, vuxna 15-64 år 73 %, och äldre över 65 år 10,0 %.